# Icacinaceae
Icacinaceae är en familj av tvåhjärtbladiga växter. Icacinaceae ingår i ordningen Icacinales, klassen tvåhjärtbladiga blomväxter, fylumet kärlväxter och riket växter. Enligt Catalogue of Life omfattar familjen Icacinaceae 207 arter. 
Icacinaceae är enda familjen i ordningen Icacinales.

## Dottertaxa till Icacinaceae, i alfabetisk ordning[1]
- Alsodeiopsis
- Apodytes
- Calatola
- Casimirella
- Cassinopsis
- Chlamydocarya
- Dendrobangia
- Desmostachys
- Discophora
- Emmotum
- Grisollea
- Hosiea
- Icacina
- Iodes
- Lavigeria
- Leretia
- Mappia
- Miquelia
- Natsiatopsis
- Natsiatum
- Oecopetalum
- Ottoschulzia
- Phytocrene
- Pleurisanthes
- Polycephalium
- Polyporandra
- Poraqueiba
- Pyrenacantha
- Rhaphiostylis
- Ryticaryum
- Sarcostigma
- Sleumeria
- Stachyanthus